# Bienville (Québec)
Pour les articles homonymes, voir Bienville (homonymie).
Bienville, est une ancienne municipalité de la ville actuelle de Lévis, sur la rive sud du fleuve Saint-Laurent, en face de Québec, dans la région actuelle de Chaudière-Appalaches. Son existence fut de 61 ans, soit de 1863 à 1924. Elle se situait au centre de l'ancienne Seigneurie de Lauzon. 
Bienville est aussi une ancienne paroisse catholique du nom de: Saint-Antoine-de-Bienville, qui occupait à l'origine le même territoire que la municipalité.
Bienville est limitée au nord par le fleuve Saint-Laurent, à l'est par Saint-Joseph-de-Lauzon et à l'ouest par la paroisse Notre-Dame de Lévis.

## Histoire
Le village de Bienville a été créé en 1863. Avant 1867, le territoire répondait au nom de Saint-Joseph-de-la-Pointe-de-Lévy, la seconde partie de cette appellation ayant été attribuée par Samuel de Champlain lui-même en 1625.
Bienville était une municipalité agricole et il subsiste la maison ancestrale de la famille Bégin dont la maison de ferme (1860), bien conservée, est située directement en face du couvent de Bienville, sur la rue Saint-Louis-de-France au coin de la rue Saint-Léon. L'ancien hôtel de ville de 1904 à 1924 était situé au 23, rue Barras (un panneau devant un escalier indique l'emplacement). En 1904, la municipalité comptait une équipe de crosse (sport très populaire lors de la période estivale à cette époque). Le secteur du Vieux-Bienville compte plusieurs maisons construites entre 1875 et 1900; elles ont été déclarées bien patrimonial par la ville de Lévis

Le territoire de Lauzon a bénéficié, en 1924, d'une substantielle augmentation de son étendue par suite de l'annexion du village de Bienville.
La cité de Lauzon s'est fusionnée avec la ville de Lévis, le 1er septembre 1989. Le territoire sera connu sous l'amalgame de Lévis-Lauzon pendant deux années, pour ensuite devenir la Ville de Lévis.

## Saint-Antoine-de-Bienville
À la suite des démarches du curé fondateur Antoine Gauvreau (1841-1911), Bienville est érigée en desserte le 13 novembre 1895. On lui donne le nom de Saint-Antoine-de-Bienville.

L’église Saint-Antoine-de-Bienville fut construite en 1896, selon les plans de l’architecte David Ouellet. Avant la fusion municipale de 1989, la paroisse de Bienville chevauchait sur les deux municipalités, Lauzon à l'est et Lévis dans sa partie ouest.

En 2002, l’église Saint-Antoine-de-Bienville est désignée sous le vocable de Saint-Antoine-de-Padoue.
Fermeture de l'église

Le temple paroissial, vieux de 99 ans, exigeait des réparations majeures très dispendieuses. La dernière célébration eucharistique eut lieu le 11 avril 2004.  L'église de Bienville a dû être fermée définitivement, vendue et transformée en condominiums.

Bienville s'enorgueillit de la présence de la Maison-Mère au Canada, des Sœurs de la Charité de Saint-Louis-de-France, dont le couvent est situé voisin de l'église Saint-Antoine-de-Bienville, sur la rue Saint-Louis-de-France. Cette communauté s'est consacrée (jusqu'à la fin des années 1970) principalement à l'enseignement aux filles du primaire et du secondaire.

## Personnalités québécoises originaires de Bienville
Robert L'Herbier (Samson) (1921-2008). Chanteur et ancien vice-président de Télé-Métropole.
Jacques Duval (1934-). Animateurs radio, journaliste, ancien pilote automobile québécois et chroniqueur automobile.